# Cork County (circonscription britannique)
Pour les articles homonymes, voir Cork (homonymie).
Cork County est une circonscription électorale du Royaume-Uni de Grande-Bretagne et d'Irlande, de 1801 à 1885. En 1885, elle est scindée en sept circonscriptions East Cork, Mid Cork, North Cork, North East Cork, South Cork, South East Cork et West Cork.